# Anders Pettersson (violinist)
Anders Pettersson, född den 13 augusti 1841 i Gylle socken i dåvarande Malmöhus län, död den 9 november 1898 i Hull, var en svensk violinist och tonsättare. Han var bror till cellisten Hans Pettersson.
Efter studier för Andreas Randel vid musikaliska akademien blev han elev till Ferdinand David i Leipzig, där han också studerade komposition och kontrapunkt för Moritz Hauptmann. År 1862 tilldelades han Jenny Linds resestipendium. Pettersson, som lät höra sig som solist såväl i Stockholm som den svenska landsorten, var sedan bosatt i England, där han utövade en omfattande verksamhet som lärare och tonsättare. Hans violinkompositioner åtnjöt högt anseende och användes vid en mängd musikkonservatorier.
Han var gift med Sofia Henrietta Malmsjö, född 1854, och utvandrade tillsammans med henne från Göteborg till Storbritannien 1874.